# Badische XII (alt)
Die Fahrzeuge der Gattung XII, ab 1868 III,  der Großherzoglich Badischen Staatseisenbahn waren Personenzug-Dampflokomotiven.

## Geschichte
Da die Fahrzeuge über einen Zeitraum von 4 Jahren in insgesamt sechs Lieferungen hergestellt wurden und man bei jeder Lieferung den jeweiligen Stand der Technik beachtete, wiesen alle Serien Unterschiede auf. Eingesetzt wurden die Fahrzeuge auf allen Strecken in Baden. Die Loks galten über viele Jahre als das Rückgrat für Personen- und Schnellzugleistungen auf dem gesamten badischen Schienennetz. Da die Strecke von Waldshut nach Konstanz zu einem Teil über Schweizer Territorium führte und man ähnliche Fahrzeuge einsetzen wollte, lehnte man sich bei der Konstruktion an die Fahrzeuge der Schweizer Nordostbahn an.

### Badische III b
In den Jahren 1881 bis 1891 wurden insgesamt 70 Loks der Gattungen III und IIIa umgebaut und in die Gattung IIIb eingereiht. Sie erhielten dabei einen Kessel mit einer größeren Rostfläche von 1,31 m², gleichzeitig musste der Rahmen vorn verlängert werden.

## Konstruktive Merkmale
Durch die zwei angetriebenen Achsen konnte die Reibungsmasse gegenüber den bisherigen Loks mit der Achsfolge 1A1 erhöht werden. Die Achsen der Loks waren bei einem Gesamtradstand von 4,5 m eng aneinandergerückt. Der addierte Abstand zwischen den Rädern betrug gerade einmal 33 cm. Die Aufhängung der Kuppelachsen mit übergeworfenen Federbügeln und Druckschrauben über den Federenden gaben den Maschinen ein spezielles Aussehen. Die Loks hatten trotz einer relativ kleinen Rostfläche eine gute Dampfentwicklung und dementsprechend eine gute Leistungsabgabe.
Die Loks der ersten Serie von 1861 verfügten über einen außenliegenden Füllrahmen, der im Bereich der Kuppelachsen durchbrochen war. Ab der zweiten Serie wurden Blechrahmen ohne Ausschnitte verwendet. Das Drehgestell besaß einen Innenrahmen aus Blech.
Die Maschinen hatten einen Crampton-Kessel mit einem Dampfdom über der Feuerbüchse und zwei Federwaagenventilen. Die Kesselspeisung erfolgte durch eine Fahrpumpe und einen Giffard-Injektor.
Das Zweizylinder-Nassdampftriebwerk war außenliegend. Die Schieberkästen waren nach innen geneigt. Die Treibstange wirkte auf die erste Kuppelachse.
Als Bremse diente eine Schraubenbremse am Tender, die auf alle Räder wirkte. Die Lokomotiven verfügten nur über ein schmales Schutzdach auf dem Führerstand. Erst ab der letzten Bauserie verlängerte man das Dach bis zur hinteren Fahrzeugkante und ergänze Blechseitenwände mit Fenster.
Die Fahrzeuge waren mit Schlepptendern der Bauarten 3 T 5,67, 2 T 5,67 und 3 T 5,4 ausgestattet.